# 빈센트 밴패튼
빈센트 밴패튼(Vincent Van Patten, 1957년 10월 17일 ~ )은 미국의 배우, 전직 테니스 선수, 월드 포커 투어 해설자, 작가이다.

## 출연 작품
- 워크 투 베가스 (2017년)
- 딜-투페어 (2008년) - 본인 역
- 매치 포인트 (1995년)
- 마지막 탄환 (1991년)
- 특공대작전 3 - V2 미사일 저지 작전 (1987년)
- 마지막 승부 (1983년)
- 헬 나이트 (1981년)
- 예스터데이 (1981년)
- 로큰롤 고등학교 (1979년)
- 서바이벌 런 (1977년)
- 찰리와 천사 (1973년)
- 발데즈의 명마 (1973년)

### 텔레비전
- 보난자 (1970-72)
- 닥터 게논 (1970-73)
- 아이언사이드 (1971)
- 딜론 보안관 (1972-73)
- 디즈니랜드 (1972-73) - 토드 톰프슨 역
- 원더우먼 (1977)
- SOS 해상 구조대 (1992-97)
- 더 영 앤 더 레스트리스 (2000)